# تمیروفکا (شهرستان ایسیق‌کول)
تمیروفکا (به لاتین: Temirovka) یک منطقهٔ مسکونی در قرقیزستان است که در شهرستان ایسیق‌کول واقع شده‌است. تمیروفکا ۳٬۷۳۵ نفر جمعیت دارد و ۱٬۶۷۵ متر بالاتر از سطح دریا واقع شده‌است.